# Sde Nican
Sde Nican (hebrejsky שְׂדֵה נִצָּן‎, doslova „Pole poupat“, v oficiálním přepisu do angličtiny Sede Nizzan, přepisováno též Sde Nitzan) je vesnice typu mošav v Izraeli, v Jižním distriktu, v Oblastní radě Eškol.

## Geografie
Leží v nadmořské výšce 135 metrů na severozápadním okraji pouště Negev; v oblasti která byla od 2. poloviny 20. století intenzivně zúrodňována a zavlažována a ztratila charakter pouštní krajiny. Jde o zemědělsky obdělávaný pás přiléhající k pásmu Gazy a navazující na pobřežní nížinu. Jižně od vesnice ovšem ostře začíná zcela aridní oblast pouštního typu zvaná Cholot Chaluca.
Obec se nachází 21 kilometrů od břehu Středozemního moře, cca 99 kilometrů jihojihozápadně od centra Tel Avivu, cca 98 kilometrů jihozápadně od historického jádra Jeruzalému a 35 kilometrů západně od města Beerševa. Sde Nican obývají Židé, přičemž osídlení v tomto regionu je etnicky převážně židovské. 8 kilometrů severozápadním směrem ale začíná pásmo Gazy s početnou arabskou (palestinskou) populací.
Sde Nican je na dopravní síť napojen pomocí lokální silnice 2310, která na severu ústí do lokální silnice 232 a na východě do lokální silnice 222.

## Dějiny
Sde Nican byl založen v roce 1973. Je součástí kompaktního bloku zemědělských vesnic, do kterého spadají obce Ami'oz, Cochar, Ješa, Mivtachim, Ohad, Sde Nican, Talmej Elijahu. Zakladateli mošavu byla skupina Židů z anglicky mluvících zemí. Osadníci zpočátku pobývali provizorně v sousedním mošavu, zároveň začali obdělávat zemědělské pozemky a budovat trvalé domy. Název mošavu je volným překladem jména Bloomfield - významného sponzora vzniku této vesnice.
Místní ekonomika je založena na zemědělství (pěstování květin v skleníkách, sadovnictví), ale většina obyvatel za prací dojíždí mimo obec. V mošavu funguje plavecký bazén, sportovní areály, synagoga, mikve, knihovna, společenské centrum a obchod se smíšeným zbožím.

## Demografie
Obyvatelstvo mošavu je smíšené, tedy sekulární i nábožensky orientované. Podle údajů z roku 2014 tvořili naprostou většinu obyvatel v Sde Nican Židé (včetně statistické kategorie "ostatní", která zahrnuje nearabské obyvatele židovského původu ale bez formální příslušnosti k židovskému náboženství).
Jde o menší obec vesnického typu s dlouhodobě stagnující populací. K 31. prosinci 2014 zde žilo 304 lidí. Během roku 2014 populace stoupla o 0,7 %.
| Rok            | 1983 | 1995 | 2001 | 2003 | 2004 | 2005 | 2006 | 2007 | 2008 | 2009 | 2010 | 2011 | 2012 | 2013 | 2014 |
| -------------- | ---- | ---- | ---- | ---- | ---- | ---- | ---- | ---- | ---- | ---- | ---- | ---- | ---- | ---- | ---- |
| Počet obyvatel | 240  | 289  | 276  | 282  | 275  | 254  | 269  | 284  | 330  | 310  | 314  | 305  | 310  | 302  | 304  |